# Luther Strange
Luther Johnson Strange III, né le 1er mars 1953 à Birmingham (Alabama), est un homme politique américain, membre du Parti républicain. Il est sénateur des États-Unis pour l'Alabama de 2017 à 2018, successeur de Jeff Sessions. Il est auparavant procureur général de l'État, entre 2011 et 2017.

## Biographie

### Jeunesse et carrière politique locale
Surnommé « Big Luther » en raison de sa taille, Strange étudie à l'université Tulane où il dispose d'une bourse de basket-ball.
En 2006, il se présente au poste de lieutenant-gouverneur de l'Alabama. Il arrive largement en tête du premier tour de la primaire républicaine avec 48 % des suffrages, devant George Wallace Jr. à 34 % et Mo Brooks à 16 %. Au second tour, il bat Wallace avec 54 % des voix. Lors de l'élection générale, il est battu de justesse par l'ancien gouverneur démocrate James Folsom, Jr.,.
En 2010, il est facilement élu procureur général de l'Alabama, après avoir battu le sortant lors de la primaire républicaine. Peu après sa prise de fonction, il négocie un accord avec British Petroleum après la marée noire du Golfe du Mexique,. Candidat à un second mandat en 2014, il est accusé par son adversaire démocrate — Joe Hubbard — de se concentrer sur l'interdiction des jeux d'argent plutôt que lutter contre le crime. Il est réélu avec 59 % des voix. Durant ses deux mandats, l'État rejoint de nombreux procès contre l'administration Obama et ses régulations.

### Sénateur des États-Unis
Le 9 février 2017, il est nommé au Sénat fédéral par le gouverneur Robert J. Bentley pour succéder à Jeff Sessions, nommé procureur général des États-Unis,. Strange — dont l'administration enquête alors sur un scandale sexuel touchant Bentley — avait annoncé qu'il se présenterait à l'élection partielle, quelle que soit la personne choisie par le gouverneur.
Malgré le soutien du président Donald Trump et de l'establishment du Parti républicain, il est battu par Roy Moore au deuxième tour des primaires de septembre 2017, ne rassemblant que 45 % face à l'ancien juge controversé. Sa défaite s'explique en partie par son acceptation du poste offert par Bentley, soulevant des accusations de corruption, et par un certain sentiment anti-Washington en Alabama. L'élection est finalement remportée par le démocrate Doug Jones, la première victoire démocrate depuis un quart de siècle en Alabama.